# Contea di Shuanghu
Shuanghu (雙湖县T; 双湖县S; Shuānghú XianP) è una contea cinese della prefettura di Nagchu nella Regione Autonoma del Tibet.

## Geografia fisica

### Territorio
La montagna più alta è la Zaqungngomar di 6304 m s.l.m.. Ci sono numerosi laghi, tra cui il Dogaicoring Qangco con una superficie di 256 km² a 4788 m s.l.m. e il Co Yaggain a 4978 m s.l.m..

### Clima
Il clima è estremamente burrascoso, freddo e secco, l'aria non è molto ossigenata e gli inverni sono molto lunghi. Dal 1999, nel nord-ovest della contea, vi è una stazione meteorologica. La temperatura più bassa mai registrata è −62,4 °C nel gennaio del 2006. Normalmente, le temperature vanno da −45 a −5 °C. Ci sono una media di 2628 ore di sole e di 150 mm di precipitazioni all'anno.